# Аденіум
Аденіум (Adenium Roem. & Schult.) — каудексоформний рід рослин з родини барвінкових (Apocynaceae).

## Назва

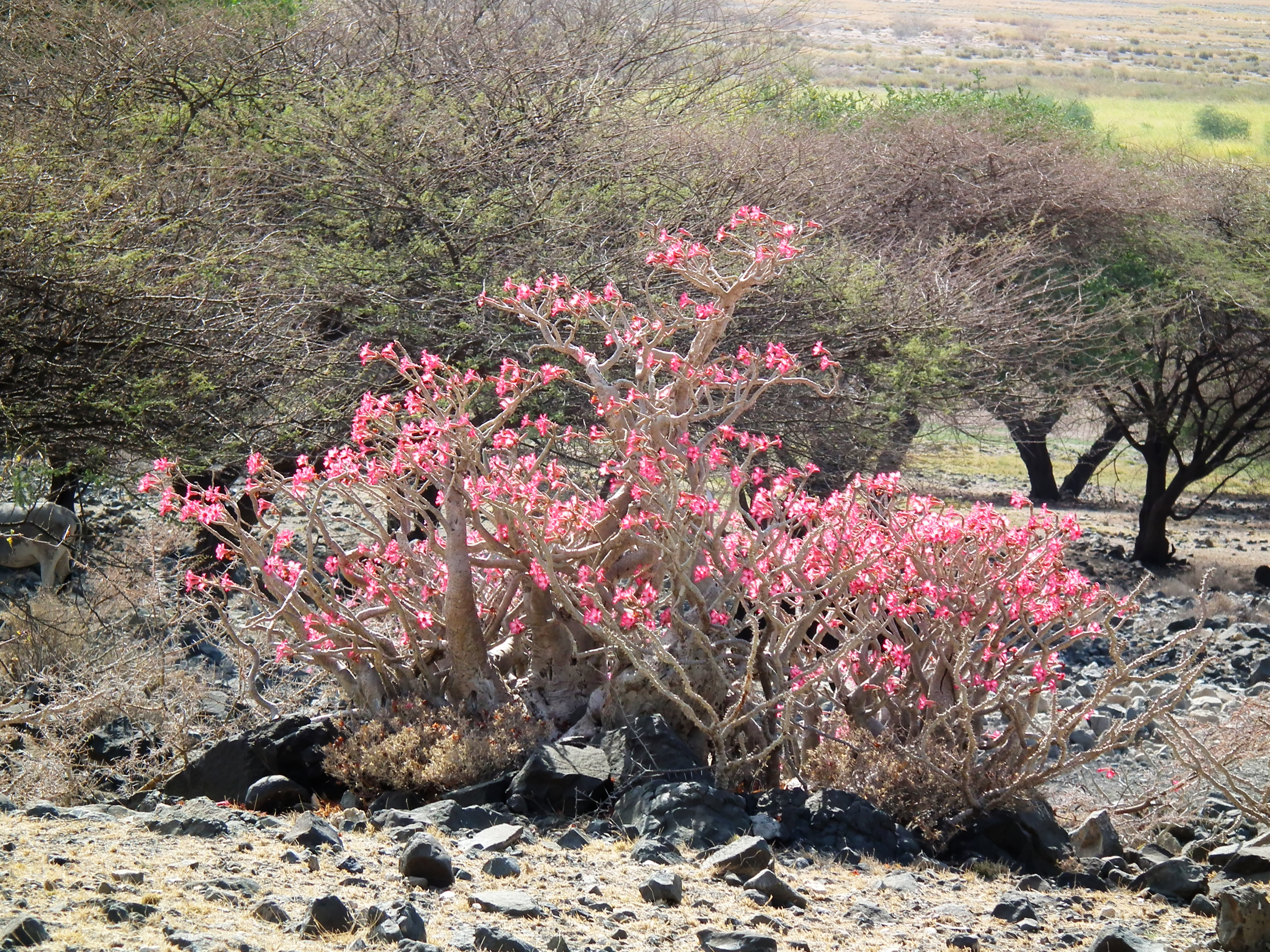
Adenium obesum в природних умовах, Танзанія

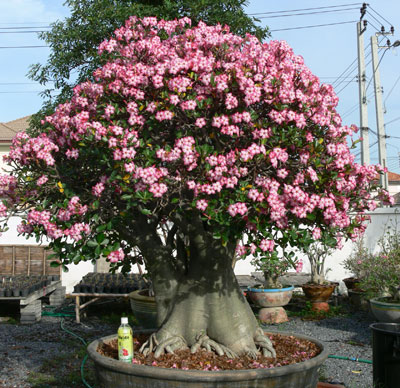
Adenium arabicum

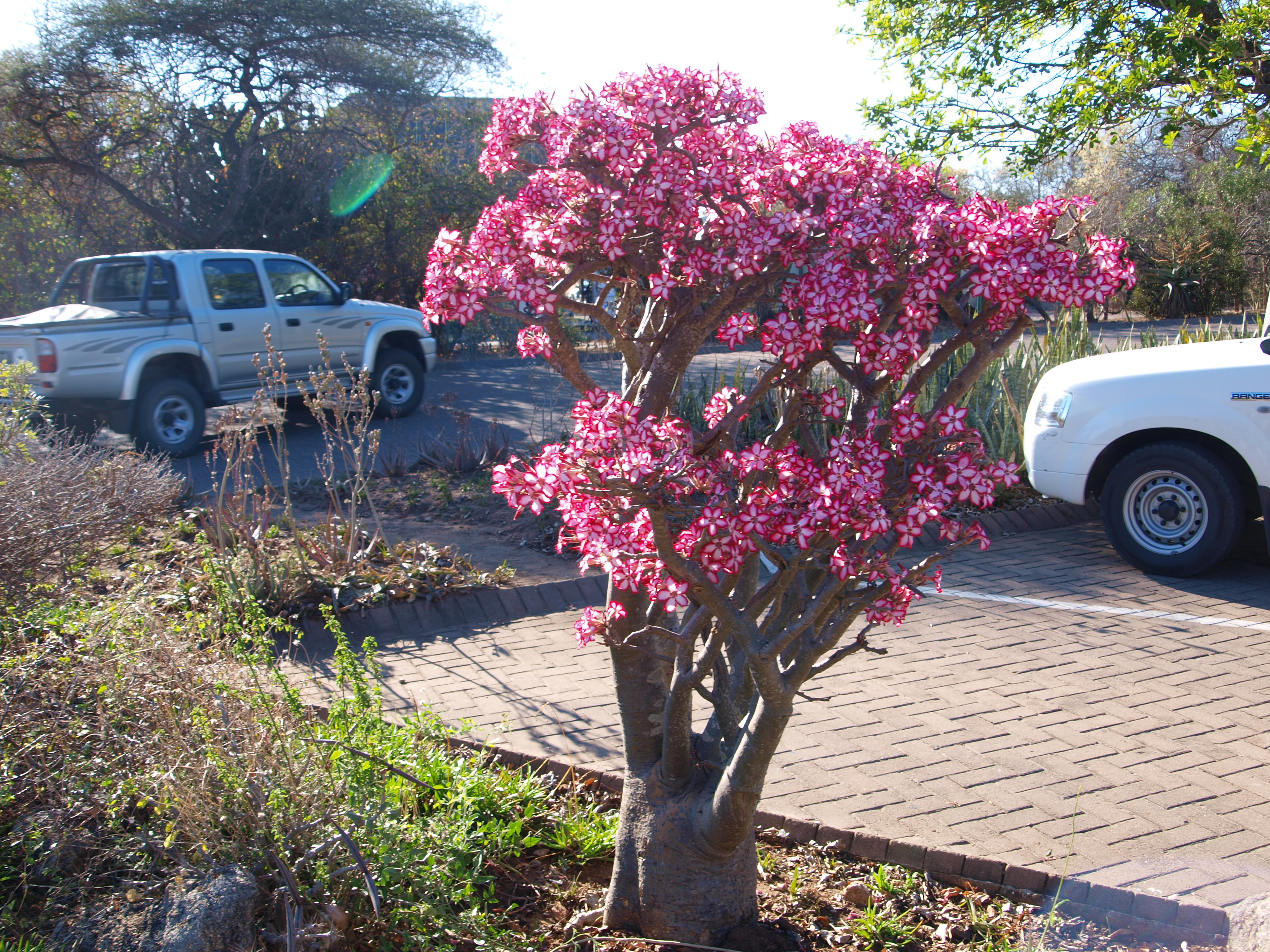
Adenium multiflorum

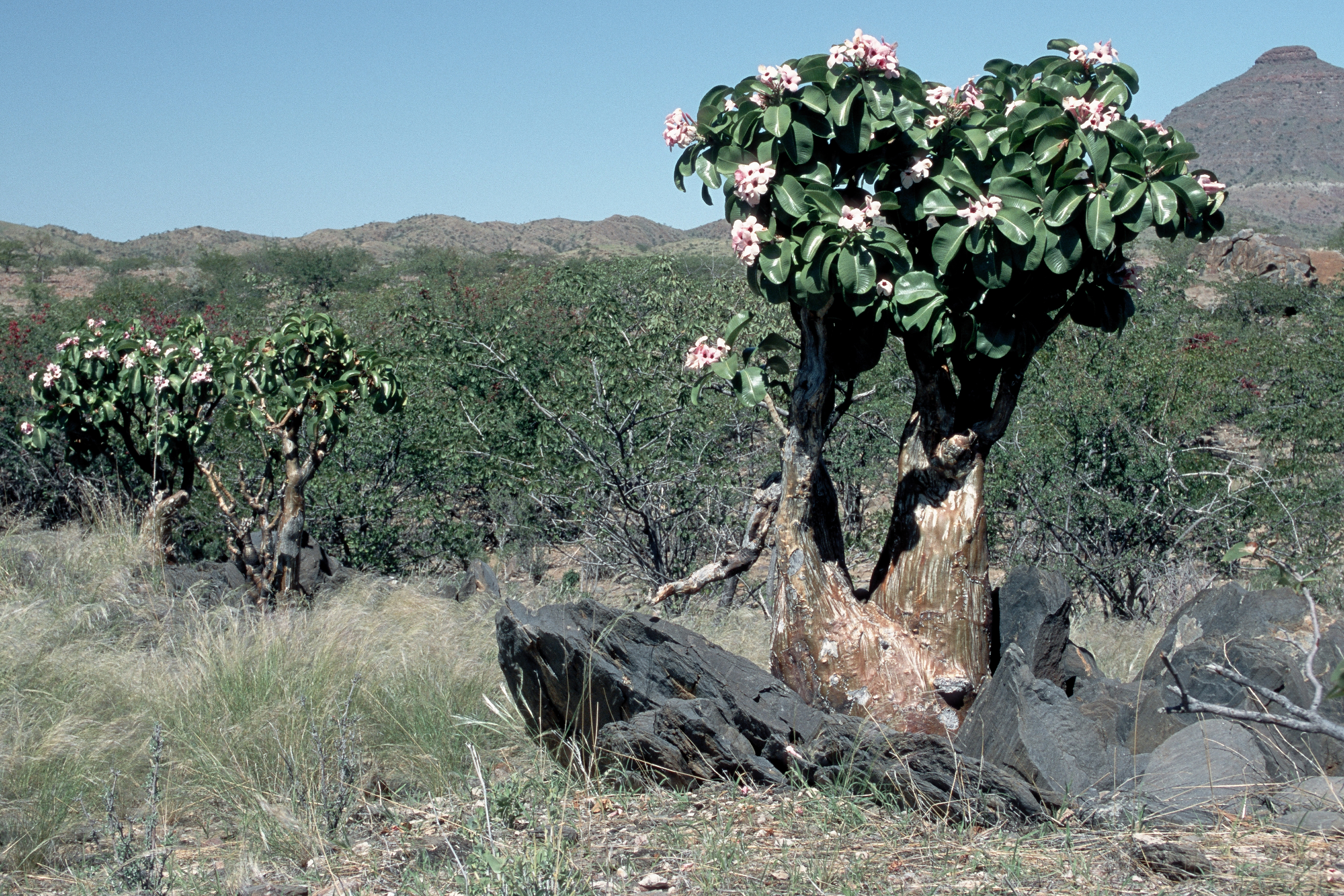
Adenium boehmianum в природних умовах, Південна Африка

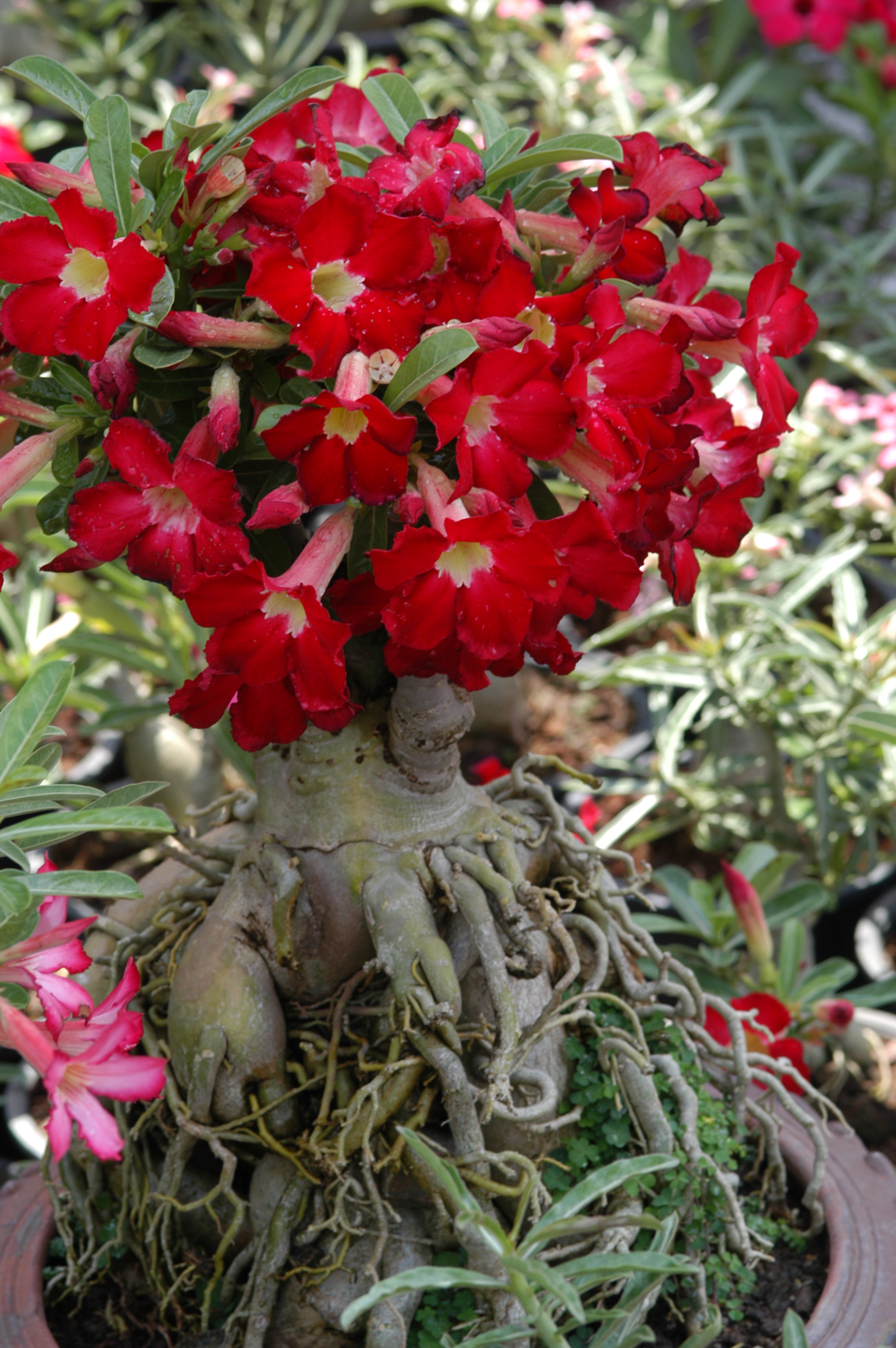
Adenium obesum в культурі

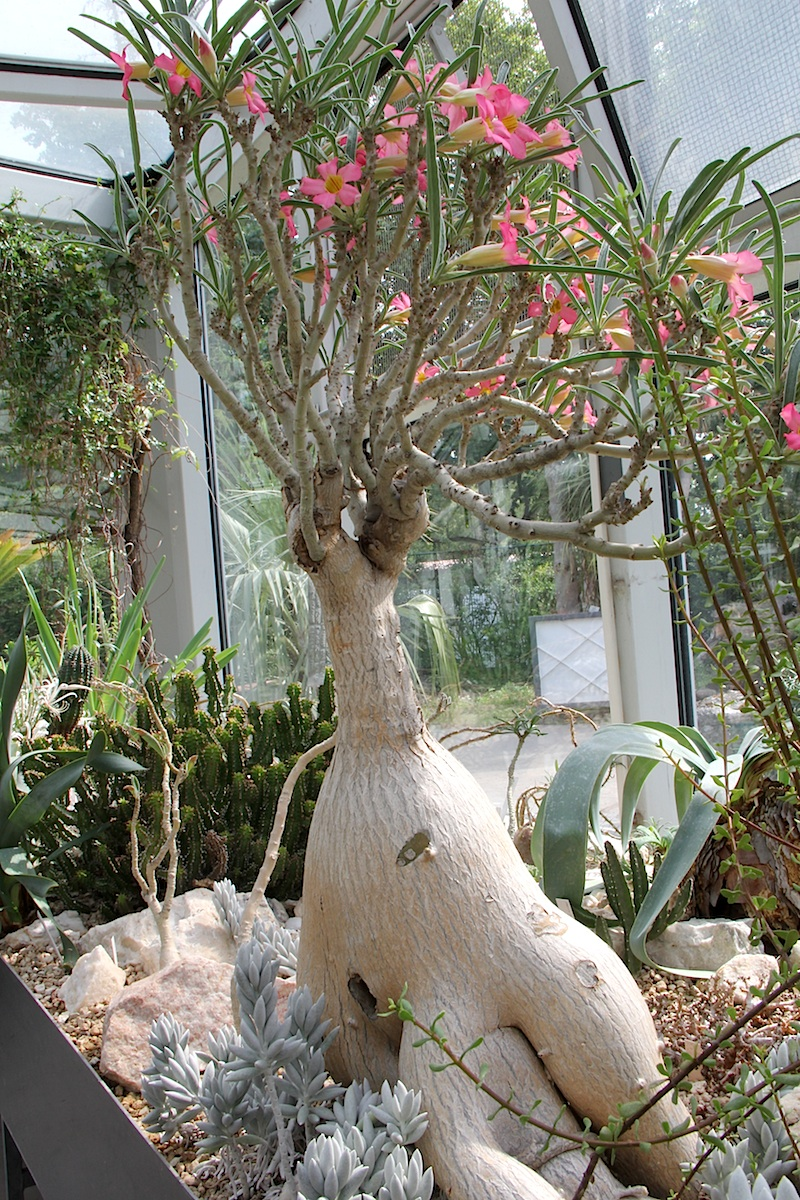
Adenium oleifolium

Аденіум вперше був виявлений європейськими дослідниками Йоганом Рьомером і Йозефом Шультесом на території Адена (араб. Oddaejn — колишня назва Ємену) та отримав назву за місцем свого зростания.

## Систематика
В залежності від авторів, рід або є монотипним, представленим одним видом — Adenium obesum з кількома підвидами, або має близько десяти окремих видів.
Каудекс, що збільшується з віком, та чисельні красиві квітки роблять аденіум дуже декоративним. Через це виведено багато його сортів з різноманітними формами та кольорами квітів.

## Загальна біоморфологічна характеристика
Чагарники або невеликі дерева від 1 до 5 м заввишки. Має потовщені в нижній частині соковиті стебла. Чергові цілокраї листки розміщені пучками на верхівках пагонів на коротких черешках. Квітки — з довгою квітковою трубкою воронкоподібної форми зібрані в суцвіття. Колір квітів: білий, рожевий, червоний. Сік аденіумів — отруйний. Сік Adenium boehmianum досі використовувється бушменами Намібії для отруєння стріл при полюванні на тварин.
Рід Аденіум близький до роду пахіподіум (Pachypodium) — основна відмінність полягає в тому, що гілки і стовбури пахіподіумів покриті сильними шипами.

## Поширення
Поширені в посушливих областях Африки, на Аравійському півострові, острові Сокотра.

## Умови зростання
Умови зростання аденіумів вельми суворі — посушливі, часто кам'янисті напівпустелі Африки з невеликим періодом дощів, коли рослини і запасаються вологою в каудексі на період посухи.

## Утримання в культурі
Рослини світлолюбні. Взимку утримують майже в сухості при температурі не нижче 15 °C, полив тільки у випадку всихання каудекса, який при цьому стає м'яким. Влітку полив рясний. Весь теплий період, поки температура не опускається нижче 15 °C, рослини бажано утримувати на свіжому повітрі на сонячному місці. Землесуміш має бути повітре- та вологопроникна, складається з листяного та дернового ґрунту з додаванням великозернистого піску. Розмножують переважно насінням, іноді стебловими живцями, також прищеплюють на 1,5 річний олеандр.
В Україні аденіуми поки що не часто зустрічаються в колекціях ботанічних садів та квітникарів-аматорів. Колекція Ботанічного саду імені академіка Олександра Фоміна представлена одним видом — аденіумом гладким (Adenium obesum).
Аденіуми успішно культивуються у вологих тропіках — В'єтнамі, Таїланді, Індії, Малайзії, Філіппінах. Там виробники експериментують, схрещують, виводять все нові сорти і поширюють ці рослини в інші країни і навіть на інші континенти.